# Hetés (néprajzi táj)
Hetés Magyarország délnyugati részén és a szlovéniai Muravidéken elterülő magyar néprajzi tájegység, amely földrajzilag a Kerka-vidék és a Mura-vidék találkozásánál terül el. A néprajzi tájegység központja a Szlovéniában található Lendva.
Tágabb, földrajzi értelemben gyakran a magyarországi Kerka-vidék egész területét Hetésnek nevezik. (Lásd: Kerka-vidék!)

## Nevének eredete, jelentése
Hagyományosan Hetésnek a történelmi Zala vármegye azon hét települését nevezték („Hetes” → Hetés), amelyek neve házá-ra végződik; ezek a ma is létező Bödeháza, Gáborjánháza, Göntérháza és Szijártóháza, valamint a ma már nem létező Gálháza, Pálháza és Nyakasháza. 
Később a Hetés fogalmába a Lendva központú, néprajzilag hasonló területet egészét beleértették.
A 20. századtól a földrajzi jellemzők hasonlósága miatt már a Kerka-folyó és a Lendva-patak közötti egész dombvidéket Hetésnek nevezték, így az elnevezés ma gyakran a Kerka-vidék szinonimájaként is használatos.

## Története
A tájegység központja 1920-ig Lendva (Alsólendva) volt. A korábban egységes területet a trianoni békeszerződés kettévágta, és jelentős része, vele Lendva, a Szerb–Horvát–Szlovén Királysághoz (ma Szlovénia) került. A Szerb–Horvát–Szlovén Királysághoz került hat település a következő: Bánuta, Göntérháza, Kámaháza, Lendvahidvég, Radamos, Zsitkóc. 1921-ben ezen településeken összesen 1848 fő lakott.
1941 áprilisában az elcsatolt falvak visszakerültek Magyarországhoz, melyek egészen 1945-ig országunkhoz tartoztak. A közigazgatási átalakítás, a szigorú határőrizet és a mezőgazdasági javak beszolgáltatásának kényszere elősegítette e vidék lemaradását és megindította lakosságának fokozatos csökkenését.

## Néprajz
A terület néprajzában, kultúrájában hasonlít a néprajzi értelemben vett Göcsejhez, amelyhez a szomszédos Kerka-vidék települései tartoznak. A Zalában élő horvátokat régen "krabótoknak" nevezték a helyi magyarok.

### Gasztronómiai értékei
A Hetés egyik hagyományos helyi édessége a fumu, amely egy díszített küllemű kalácsféle. E kalács már a 15-16. században is ismert helyi eledel volt, melyet előszeretettel készítettek és fogyasztottak. E kalácsok díszítése főleg emberi alakokat ábrázol.

## Földrajza
Földrajzilag Zala vármegye délnyugati részén, a szlovén határ mellett fekszik, a Göcsej tájegység tőszomszédságában. Domborzata sík, helyenként kisebb 15-20 méteres kiemelkedésekkel. Északkeleti és délkeleti részeit dombok határolják. Központja a trianoni békeszerződésig Dobronak volt.
A Hetés területének pontos meghatározása az idők során folyamatosan változott. Bellosics Bálint néprajzkutató 7 falut sorolt ide, míg Gönczi Ferenc néprajzkutató a Kerka és a Lendva közt fekvő 17 települést sorolja ide. A szokások, hagyományok területi elterjedése miatt bővült ki a korábbi szűkebben vett Hetés területi meghatározása. A legszéleskörűbb elképzelés szerint a Hetés hét -háza végződésű falut ölel fel, melyek a következők: Bödeháza, Gáborjánháza, Gálháza, Göntérháza, Nyakasháza, Pálháza és Szijártóháza. Napjainkban Zalaszombatfa is a Hetéshez tartozik. Gálházát és Pálházát a török korban pusztították el a törökök. Nyakasháza napjainkban állandó lakos nélküli dűlő, mely 1913-ban még 43 fős település volt és ekkoriban Nyakasházapusztának hívták.

## Települései
A szűkebb értelemben vett Hetéshez a következő magyarországi településeket szokás sorolni:  Bödeháza, Gáborjánháza, Szijártóháza, Zalaszombatfa.
A határ túloldalán a tájegység részét képezi Göntérháza, Kámaháza, Radamos, Zsitkóc, Hídvég és Bánuta.
A Mesés Hetés elnevezésű turistautat 2013-ban alakították ki. Ez a Hetést alkotó 10 települést köti össze. A program 2015-ben elnyerte a Földművelésügyi Minisztérium tájdíját, majd az Európa Tanács 2015. évi Táj Díját is. A program részeként hozták létre Bödeháza és Zsitkóc közt a határon fekvő Barátság parkot.

## Gazdasága
Bödeháza, Gáborjánháza, Szijártóháza, valamint Zalaszombatfa a Lenti Szabadság Vadásztársasághoz tartozik a vadászati jogok terén.

## A tájegység az irodalomban
- Érintőlegesen szerepel a tájegység Bödőcs Tibor humorista első regényében, a zalai vidéki helyszínek sokaságát felvillantó Meg se kínáltak című kötetben. (A 28. fejezetben).